# Napoléon s'éveillant à l'Immortalité
Napoléon s'éveillant à l'Immortalité aussi intitulé Le Réveil de Napoléon est un groupe en bronze réalisé par François Rude en 1847. Le monument représente l'empereur Napoléon Ier de manière allégorique, en voie de résurrection, émergeant de son linceul, celui-ci découvrant à moitié l'aigle impérial terrassé. Le modèle en plâtre (vers 1842) est conservé à Paris au musée du Louvre.

## Historique
L'œuvre résulte de la rencontre entre Claude Noisot, ancien officier de la vieille garde et défenseur de la mémoire de Napoléon Ier, et le sculpteur, dans le cadre d'un projet de monument commémoratif érigé sur la propriété du premier à Fixin. La sculpture fait désormais partie des collections du Musée et Parc Noisot dans le département de la Côte-d'Or.